# Enfärgad trupial
Enfärgad trupial (Agelasticus cyanopus) är en fågel i familjen trupialer inom ordningen tättingar.

## Utseende och läte
Enfärgad trupial är en medelstor medlem av familjen, med en lång och tunn näbb. Hanen är helsvart, medan honan varierar kraftigt i utseende geografiskt. I norr är honan mestadels svart med olivgrön buk, i öst mörkbruna ovan och mörkgula under samt i syd och väst bruna ovan med svarta streck, svagt gult ögonbrynsstreck och gul undersida. Sången består av ett skallrande ljud följt av en serie drillar.

## Utbredning och systematik
Enfärgad trupial delas upp i tre till fyra underarter med följande utbredning:
- atroolivaceus-gruppen
  - Agelasticus cyanopus unicolor (syn. xenicus) – nordöstra Brasilien (Amapá till Pará och nordvästra Maranhão) söderut genom centrala Brasilien till nordvästra Paraná och västra São Paulo; övergår i atroolivaceus i södra São Paulo
  - Agelasticus cyanopus atroolivaceus – östra Brasilien, från Minas Gerais och sydvästra Bahia söderut till kustnära sydöstra Brasilien (Espírito Santo till São Paulo); övergår i atroolivaceus i södra São Paulo
- Agelasticus cyanopus cyanopus (inklusive beniensis[5]) – östra Bolivia och sydvästra Brasilien (västra Mato Grosso och Mato Grosso do Sul) till Paraguay och norra Argentina

## Status
Arten har ett stort utbredningsområde och beståndet anses stabilt. Internationella naturvårdsunionen IUCN listar den därför som livskraftig (LC).